# Onze-Lieve-Vrouw-Hemelvaartkerk (Houthem)

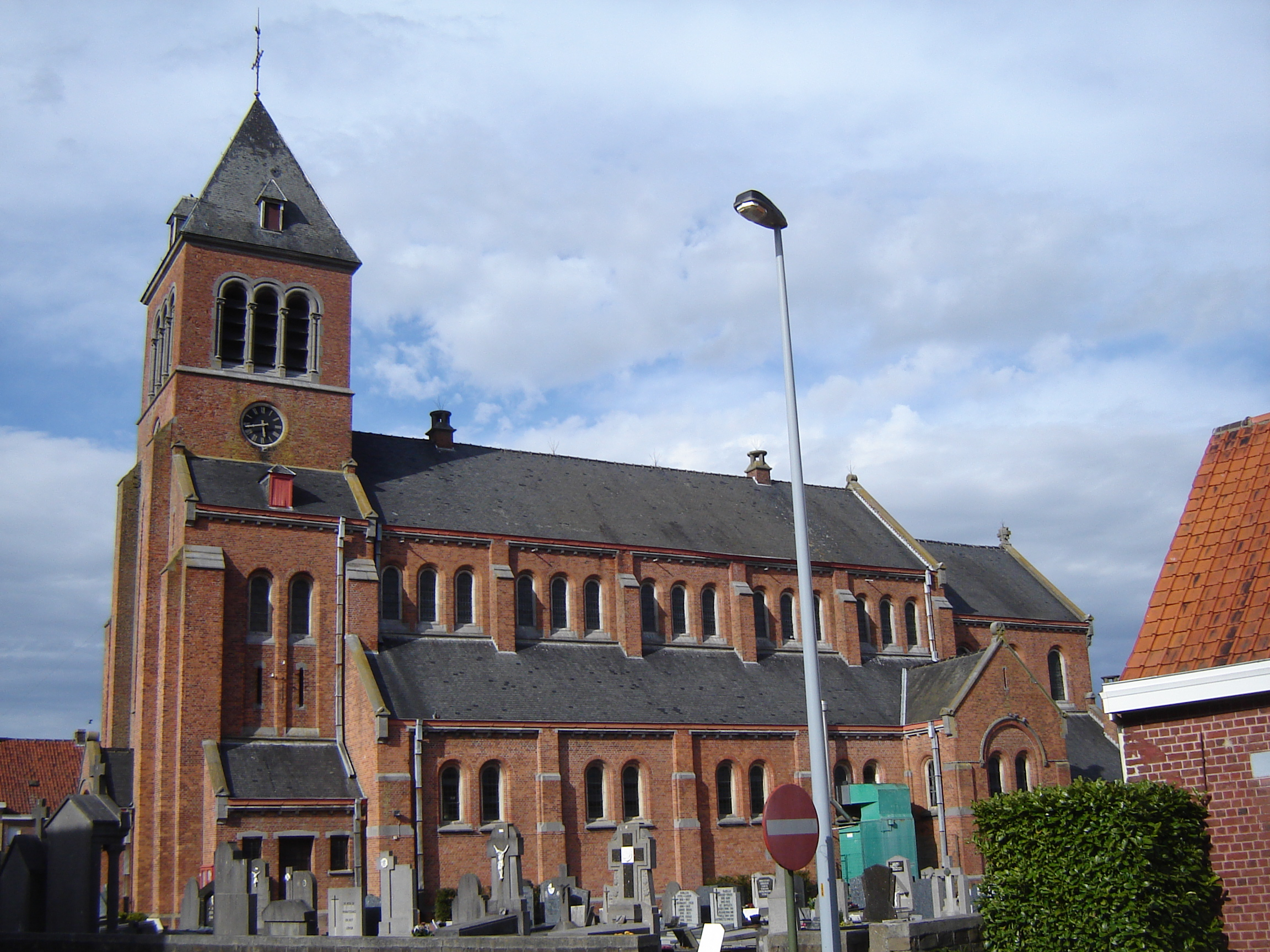
Onze-Lieve-Vrouw-Hemelvaartkerk

De Onze-Lieve-Vrouw-Hemelvaartkerk (Église Notre-Dame de l'Assomption) is de parochiekerk van de tot de Henegouwse gemeente Komen-Waasten behorende plaats Houthem.
In 1050 was hier een parochiekerk, die in 1865 werd herbouwd in neogotische stijl. Tijdens de Eerste Wereldoorlog werd deze kerk verwoest. Tussen 1922 en 1925 werd de kerk herbouwd.
Het is een driebeukige bakstenen, neoromaanse kruiskerk met een westtoren.